# Theo Hues

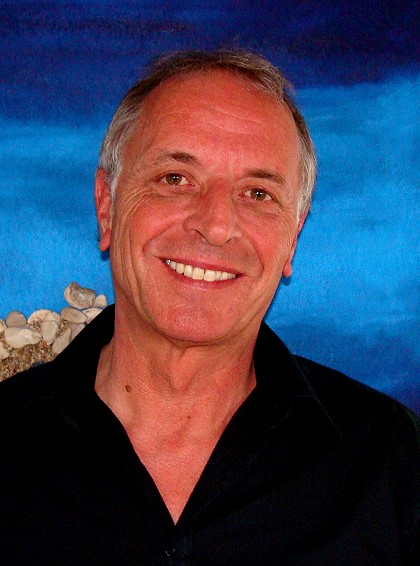
Theo Hues, 2008

Theodor Johannes Hues [hu:s] (* 21. Mai 1954 in Recklinghausen) ist ein deutscher Künstler und Pädagoge.

## Leben
Nach dem Abitur am Gabrieli-Gymnasium Eichstätt studierte Hues Kunst und Musik in Frankfurt am Main u. a. bei den Professoren Schütz (Hauptfach Grafik) und Wolf Spemann. Von 1980 bis 2020 war Hues als Lehrer und Kunstpädagoge tätig. Er war Mentor in der kunstpädagogischen Ausbildung für Studenten und Lehramtsreferendare an der Johann Wolfgang Goethe-Universität Frankfurt am Main. Angeregt wurde er durch die Werke von Andy Warhol, Roy Lichtenstein und Joseph Beuys. Seine Arbeiten sind überwiegend Malereien, Grafiken, Objektbilder und Collagen.
2007 enthüllte die hessische Kultusministerin Karin Wolff sein Werk One World in Frankfurt am Main. Mit seiner Kunstaktion One World war er in Rom und demonstrierte vor dem Kolosseum gegen die Verletzung der Menschenrechte. Im gleichen Jahr traf Hues den 14. Dalai Lama in Freiburg, der sein Porträt signierte. 2008 überreichte er dem Friedensnobelpreisträger in Bochum eine Spende aus dem Erlös seines Porträts zugunsten tibetischer Flüchtlingskinder im indischen Exil Dharamsala. Seine Aktion One World setzte er in Brüssel und Paris fort.
Anlässlich des 80. Geburtstages und zum Gedenken an Anne Frank eröffnete Jutta Ebeling, Bürgermeisterin der Stadt Frankfurt am Main, 2009 im Bolongaropalast seine Ausstellung Friedensbilder mit Werken aus seinem Zyklus Pace und die in einem Kunstprojekt entstandenen Bilder seiner Schüler zu den Themen Freiheit, Frieden, Kooperation und Integration der Kulturen und Religionen. Im Wetteraukreis unterstützte er das Projekt Schule ohne Rassismus – Schule mit Courage.
Für seine Aktion zugunsten humanitärer Hilfsprojekte in Afrika ließ er 2011 Werke seiner Porträts von deutschen Rockmusikern wie Udo Lindenberg und Wolfgang Niedecken persönlich signieren. Mit dem Verkauf der Bilder unterstützte Hues die Hilfsorganisation World Vision Deutschland. Im Juli 2011 beteiligte er sich an der internationalen Ausstellung Artistes du Monde im Palais des Festivals et des Congrès in Cannes, die Marina Picasso, Enkelin von Pablo Picasso, eröffnete. Unter der künstlerischen Leitung des Kurators Roberto Ronca nahm er an mehreren Ausstellungen zum Thema „Human Rights“ in Italien teil. 2013 vollendete er den Bilderzyklus „Sieben Todsünden“.
Er engagierte sich in der weltweiten Künstlergemeinschaft und Menschenrechtsorganisation „Artists for Freedom“. Im Rahmen der 7. Artists for Freedom Kunstausstellung in Ulm wurde er 2013 als 1. Preisträger ausgezeichnet. Werke seiner seriellen Fotocollagen, die hintergründig politische und soziale Brennpunkte thematisieren, zeigte er im April 2014 in der internationalen Ausstellung Artistes du Monde – unter der Schirmherrschaft des Fürsten Albert II. – im Espace Léo Ferré in Monaco. 2016 beteiligte er sich an der internationalen Ausstellung „Diversity“ in der Fondazione Opera Campana dei Caduti in Rovereto, Italien, organisiert von der International Association of Art (IAA/AIAP), offizieller Partner der UNESCO. Hues lebt als freischaffender Künstler in Bad Nauheim. Seit 2021 finden in seiner Galerie 22 regelmäßig Ausstellungen statt. Schwerpunkt seiner Arbeiten ist seit vielen Jahren die künstlerische Aufarbeitung der Themen Menschenrechte und Menschenwürde. Mit seinen Porträtbildern  ist er beim jährlich stattfindenden European Elvis Festival in Bad Nauheim vertreten.

„Die Werke zeichnen sich aus durch Eigenwilligkeit und Ausdruckskraft, Klarheit und Prägnanz des inhaltlich Gemeinten, bildnerische Dichte, die alle Zufälligkeiten vermeidet, sich auf das Wesentliche beschränkt und durch eine große Form- und Farbsensibilität.“

Einige seiner Werke befinden sich im Besitz der Fondazione Opera Campana dei Caduti in Rovereto, der Spazio Tempo Arte Collection in Verona, des Kreishauses Friedberg (Hessen) sowie der Städte Frankfurt am Main und Bad Nauheim.

## Werke
Fragmente

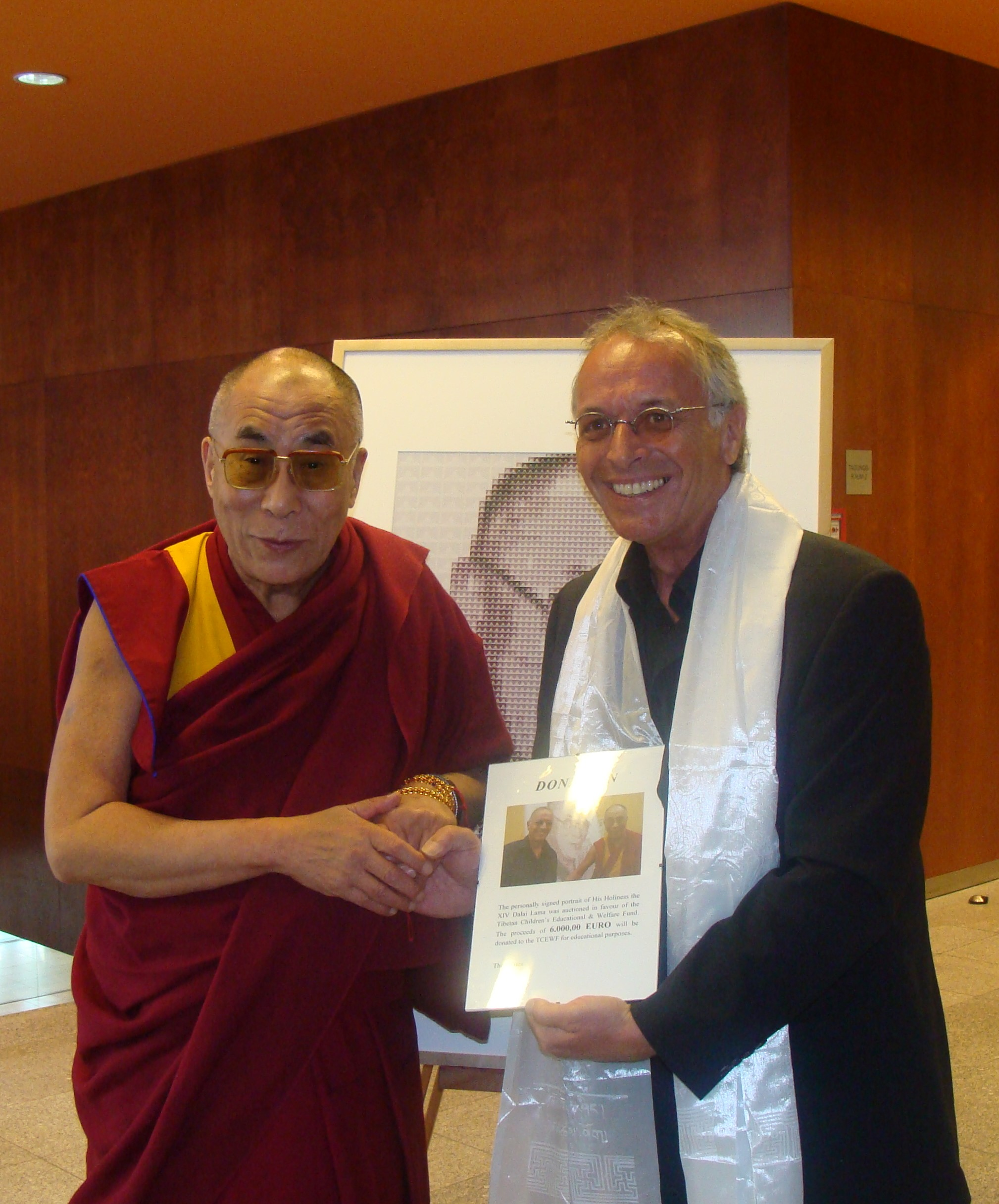
Theo Hues und der 14. Dalai Lama in Bochum, 2008

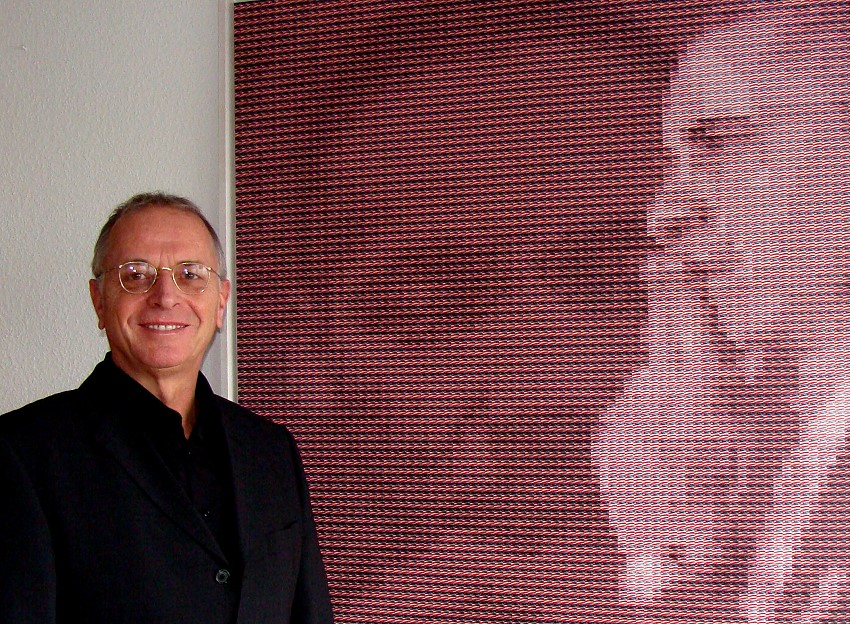
Theo Hues vor seinem Werk „American History“

In seiner Reihe Fragmente malt Hues Ölbilder in intensiven Blau- und Rottönen und kombiniert diese als Assemblagen mit Steinen und Hölzern. Die Objektbilder sind klar strukturiert, im Vordergrund stehen Fragmente, die in Form und Farbe selbstständig wirken und auf den jeweiligen, ursprünglichen Fundort hinweisen. Diese Fragmente erscheinen mit entsprechender Farbgebung und Farbstruktur des Hintergrundes als Gesamtbild in Form eines Reliefs.
Pace – Bilder des Friedens
Die Serie Pace – Bilder des Friedens basiert auf computeranimierten Bildcollagen. Hier werden 1000 Einzelfotografien – thematisch definiert und nach Helligkeitswerten determiniert – pixelartig zu großformatigen Bildern zusammengesetzt. In ihrer Gesamtheit lassen sie Porträts berühmter Pazifisten wie Mahatma Gandhi oder Martin Luther King erkennen. Darüber hinaus dokumentiert diese Sequenz gegenwärtige gesellschaftliche Probleme wie Krieg und atomare Bedrohung, die Verletzung der Menschenrechte, die Freiheit und Unabhängigkeit der Menschen sowie die Integration verschiedener Kulturen und Religionen.
Grafischer Zyklus
Der grafische Zyklus umfasst in früheren Jahren fertiggestellte Radierungen. Die Grafiken zeigen in expressiver Manier Köpfe und Personen in meist goldgelber Farbgebung mit einer reichen Palette an linearen und flächigen Strukturen. Thema des Zyklus ist der Mensch in Lebenssituationen von Isolation und Unterdrückung.
Western Illusion
Mit Titeln wie American Dream, Illusion oder Traum des Westens dokumentiert Theo Hues in grellen Farben ein auf Lustgewinn orientiertes Leben und zeigt den Lebenstraum einer von TV, Film und Werbung geprägten Welt. Seine Bilder, teilweise übermalte Fotocollagen und Reproduktionen mit eingearbeiteten Farbstrukturen, erinnern an die Pop-Art der 1960er Jahre und sind geprägt durch intensive Farbkontraste.
Thema des Zyklus Western Illusion ist der Wandel von Idealen und Wertvorstellungen in der Gesellschaft der westlichen Welt im Zuge moderner Unterhaltungskultur. Geschwindigkeit, Rausch- und Erlebnissucht, Schönheits- und Sexwahn, Geld und Statussymbole, Party, Sonne und Strand sind in Hues’ Arbeiten Leitmotive dieser auf materielle Werte ausgerichteten Lebenseinstellung.
Horizont im Quadrat
Abstrakte und in minimalistischer Manier gemalte Öl- und Acrylbilder spiegeln Meereslandschaften in blauen Farbverläufen wider. Die klare Ausdrucksform wird durch das quadratische Bildformat verstärkt. Es verleiht strukturelle Tiefe und gibt dem Betrachter das Gefühl von Freiheit, Ruhe und Entspannung.
Talkin‘ ‘bout my generation
Die Bilder der Serie Talkin‘ ‘bout my generation erzählen Geschichten aus dem Leben des Künstlers und illustrieren persönliche Erlebnisse und historische Momente seiner Altersgruppe. Es ist eine Zeitreise in die 1960er bis 2000er Jahre. Kulturelle, gesellschaftliche und sozialpolitische Themen werden dabei in Collagen kombiniert und zeigen den allgemeinen Lebensstil gemischt mit historischen Ereignissen dieser Zeitepochen.
Kontraste
Die Bilder zum Thema Kontraste sind Kompositionen mit Farben, Linien und geometrischen Formen ohne absichtliche Abbildung von Gegenständen. Die abstrakten Malereien verwenden bildnerische Gestaltungsmittel der gegenstandslosen Kunst. Die mit dem Pinsel oder Spachtel aufgetragenen, teils gedruckten Farben ergeben eine Fülle von linearen und flächigen Strukturen in zahlreichen Farbkontrasten.

## Ausstellungen (Auswahl)

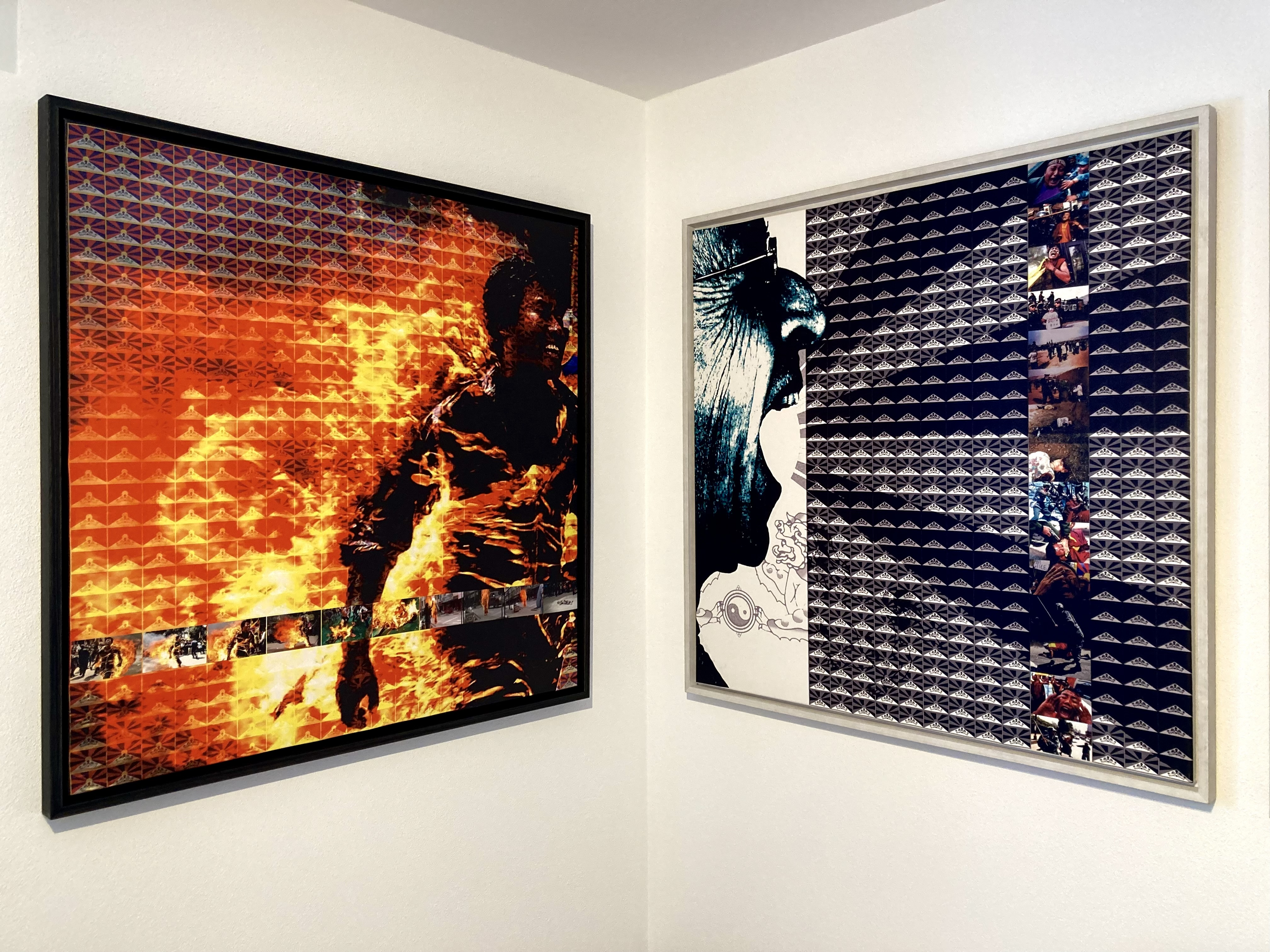
Tibetan Disaster, 2012

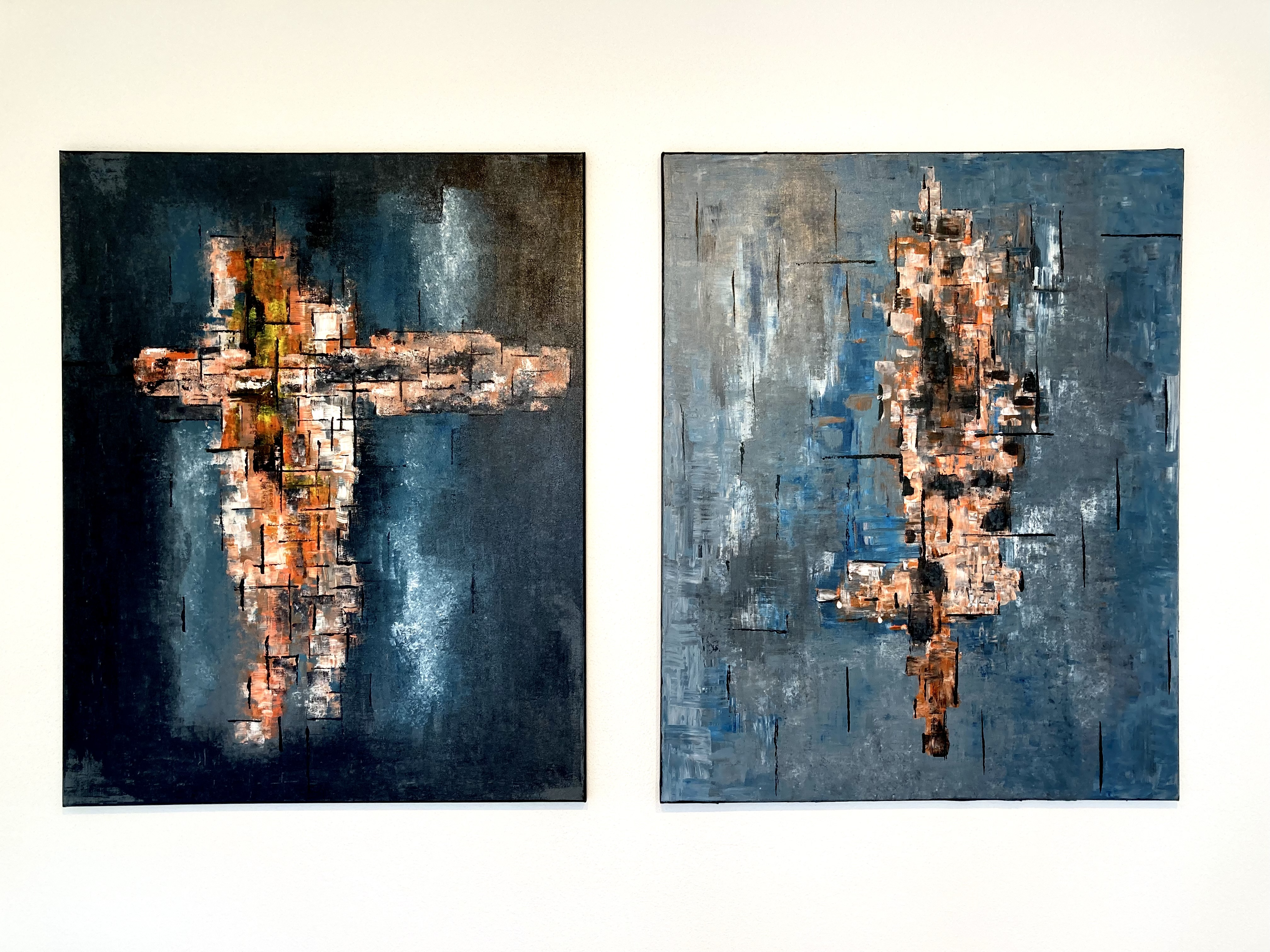
Kontraste, 2022

- 2005: „Fragmente“ Bad Nauheim und Eichstätt/Bay.
- 2007: „One World“ Frankfurt am Main und Rom
- 2008: „Reflexion“ Bad Nauheim
- 2008: „One World“ Brüssel und Paris
- 2008: „Augenblicke“ Friedberg/Hessen
- 2009: „Fragmente“ Ilbenstadt und Bad Langensalza
- 2009: „Friedensbilder“ Frankfurt am Main
- 2010: „One World“ Budapest
- 2010: „Fragmente“ Friedberg/Hessen
- 2010: „Serial Art“ Bad Nauheim
- 2011: „Artists for Freedom“ Ludwigshafen
- 2011: „The Red Line“ Bad Nauheim
- 2011: „Artistes du Monde“ Cannes
- 2011: „Human Rights?“ Rovereto
- 2012: „Blue Notes“ Bad Nauheim
- 2012: „7 sins“ Museo Arcos, Benevento
- 2012: „Artists for Freedom“ Ludwigshafen und Baden-Baden
- 2012: „Die Geste in der Kunst des 21. Jahrhunderts“ Mailand
- 2012: „Punkte & Pixel“ Hamburg
- 2012: „Human Rights?“ Lecce und Rovereto
- 2013: „Fragmente“ Bad Nauheim
- 2013: „Artists for Freedom“ Ulm
- 2013: „7 sins“ Ex Convento dei Francescani Neri, Specchia
- 2013: „Human Rights?“ Specchia und Rovereto
- 2014: „Porträtbilder“ Bad Nauheim
- 2014: „Artistes du Monde“ Monaco
- 2014: „Human Rights? Memento – vom Krieg zum Frieden“ Rovereto
- 2015: „Human Rights? La Casa della Pace“ Rovereto
- 2015: „Fragmente“ Bad Nauheim
- 2016: „Installation and Photography“ Frankfurt am Main
- 2016: „Human Rights? Diversity“ Rovereto
- 2020: „Installation and Photography“ Bad Nauheim
- 2020: „Human Rights? The future's shape“ Rovereto
- 2021: „Human Rights? Work“ Rovereto
- 2021: „Retrospektive“ Bad Nauheim
- 2021: „Talkin‘ ‘bout my generation“ Bad Nauheim
- 2022: „Human Rights? No-Gap“ Rovereto
- 2022: „Kontraste“ Bad Nauheim
- 2022: „European Elvis Festival“ Bad Nauheim
- 2023: „Human Rights? Hope“ Bad Nauheim und Rovereto
- 2023: „European Elvis Festival“ Bad Nauheim
- 2023: „Talkin‘ ‘bout my generation“ Frankfurt am Main
- 2024: „Human Rights? Dignity“ Bad Nauheim und Rovereto
- 2024: „European Elvis Festival“ Bad Nauheim

## Literatur

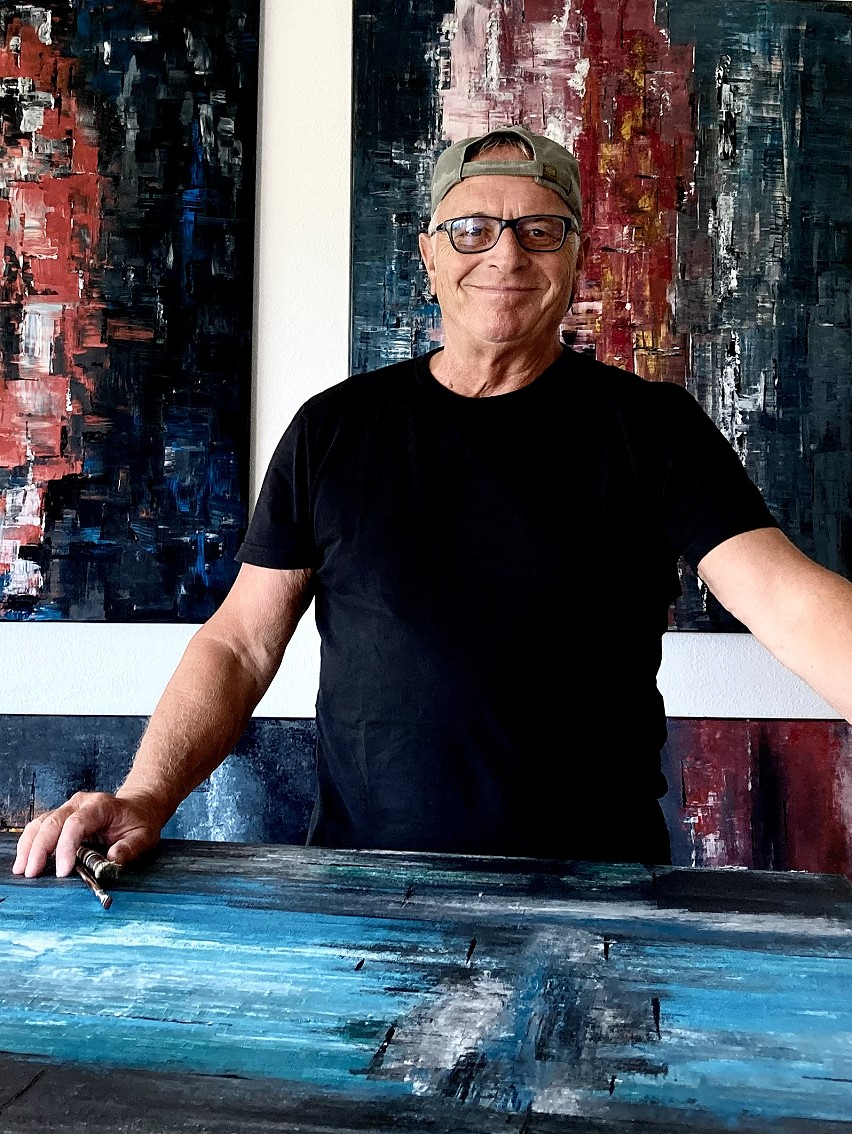
Theo Hues, 2022